# Stirpe eroica
Stirpe eroica (The Vanishing American) è un film del 1925 diretto da George B. Seitz.
È un libero adattamento della serie omonima di Zane Gray, pubblicata per la prima volta nel Ladies Home Journal nel 1922-23 e successivamente riedita come romanzo. Il film è considerato uno dei più popolari e influenti film incentrati sulla vita dei nativi americani degli Stati Uniti d'America.
Con forti riferimenti alla teoria darwiniana, il film racconta la storia dei popoli nativi americani viventi nel sud-ovest degli Stati Uniti. Il nucleo della storia ha luogo prima, durante e dopo la prima guerra mondiale, facendo del film una preziosa testimonianza della vita contemporanea dei nativi americani. L'approccio è simpatetico. I nativi americani sono descritti come un popolo nobile e orgoglioso, oppresso nelle riserve dalle ingiustizie e dalle meschinità di quei "bianchi" che dovrebbero sovrintendere al loro benessere. Anche la loro ribellione appare del tutto giustificata. E tuttavia essi sono dei "perdenti" nella competizione tra le razze umane. A suo tempo essi presero il posto dei primi abitatori del luogo, ma adesso sono loro a dover soccombere di fronte all'arrivo dei "bianchi". Per quanto oggetto di commiserazione, la loro sorte è segnata: incapaci di adattarsi, l'estinzione è ciò che inevitabilmente li aspetta.
Secondo le convenzioni del tempo tutti i ruoli protagonistici (inclusi quelli di personaggi nativi americani) furono affidati ad attori "bianchi". In particolare, le rigide regole segregazioniste rendevano impensabile che ad un attore nativo americano potesse essere affidata una parte che lo mostrava innamorato (sia pure in modo platonico) di una donna "bianca". Il cast tuttavia comprende in ruoli di supporto numerosi nativi americani, incluso il piccolo Nocki e Charles Stevens, della tribù Apache, nipote del famoso Geronimo.

## Trama
Il Navaho "Nophaie" vive nella riserva ed è uno dei leader del suo popolo. È innamorato della maestra bianca Miss Warner. La riserva è amministrata da Amos Halliday, un burocrate senza ambizioni, e da Henry Booker, un uomo avido e meschino che non evita di umiliare gli indiani. Dopo che Nophaie salva Miss Warner dalle avances sgradite di Booker, deve fuggire in montagna dopo una lotta. Quando scoppia la prima guerra mondiale, torna per riunire i cavalli del suo popolo e per arruolarsi quindi nell'esercito. Quando lui e gli altri soldati indiani tornano dalla guerra dove hanno combattuto per i bianchi, la riserva è in condizioni miserabili: Booker ha sostituito Halliday come agente indiano e si è impossessato di molti dei loro campi, con conseguente povertà e morte. Gli altri capi della tribù pianificano una rivolta contro il consiglio e la volontà di Nophaie. Egli allora si reca a Mesa per avvertire i bianchi e vi trova Miss Warner, che ha creduto sposata. Dichiarano indirettamente il loro amore l'uno per l'altro. Nophaie supplica che Booker non usi la sua mitragliatrice. Booker viene ucciso nel primo assalto dell'attacco indiano. Nophaie lascia il rifugio per fermare l'attacco e viene accidentalmente colpito da uno dei capi clan. Muore, dichiarando dichiarando di comprendere ora pienamente la Bibbia e il cristianesimo. L'ultima didascalia del film, proiettata sopra un'immagine della Monument Valley, recita: "... le razze degli uomini vengono - e vanno. Ma il palcoscenico rimane."

## Produzione
Il film fu prodotto negli Stati Uniti dalla Famous Players-Lasky Corporation.

## Distribuzione
Distribuito dalla Paramount Pictures nei cinema statunitensi il 15 febbraio 1925, uscì in Italia nel dicembre dell'anno successivo.

## Curiosità
Charles Stevens, indiano della tribù Apache, e nipote del famoso Geronimo, interpreta Shoie in questo film e Quah-Tan nel rifacimento del 1955 Sakiss, vendetta indiana.